# Concha Linares-Becerra
Concha Linares-Becerra (Madrid, 25 de mayo de 1910 - Madrid, 30 de diciembre de 2009) fue una popular escritora española de 35 novelas rosas o románticas publicadas entre 1933 y 1981, algunas de las cuales fueron adaptadas al cine. Es hermana de la también reconocida novelista Luisa-María Linares e hija del dramaturgo Luis Linares Becerra, primo de Manuel Linares Rivas.

## Biografía
María de la Concepción Linares-Becerra y Martín nació el 25 de mayo de 1910 en Madrid, España, hija de Luis Linares Becerra, dramaturgo, periodista e inspector de enseñanza, y María Concepción Martín de Eugenio. Tenía dos hermanas: Luisa María y María del Carmen.
En 1931 fallece su padre, ella comienza a escribir y publica su primera novela romántica en 1933. Al menos dos de sus novelas son adaptadas al cine: Diez días millonaria (1934) y Una chica de opereta (1944). En 1955 se casa en Madrid con Mário Gonçalves Ramos e Gomes de Mota, tras lo cual reduce su producción literaria.
Fallece a los 99 años, el 30 de diciembre de 2009 en Madrid.

## Crítica
- Labanyi, Jo. Romancing the Early Franco Regime: The Novelas Románticas of Concha Linares-Becerra and Luisa-María Linares.- Berkley: Institute of European Studies. Occasional Papers, University of California, 2004
- Núñez Puente, Sonia. "Novela rosa y cultura popular: Carmen de Icaza y Concha Linares Becerra".- En: Sincronía, n. 1 (2007), ISSN 1562-384X
- Núñez Puente, Sonia. "La novela rosa como mascarada de la muerte de lo social: Concha Linares Becerra y María Mercedes Ortoll".- En: Asparkía: investigació feminista, n. 19 (2008), p. 105-122, ISSN 1132-8231